# Henry Raeburn

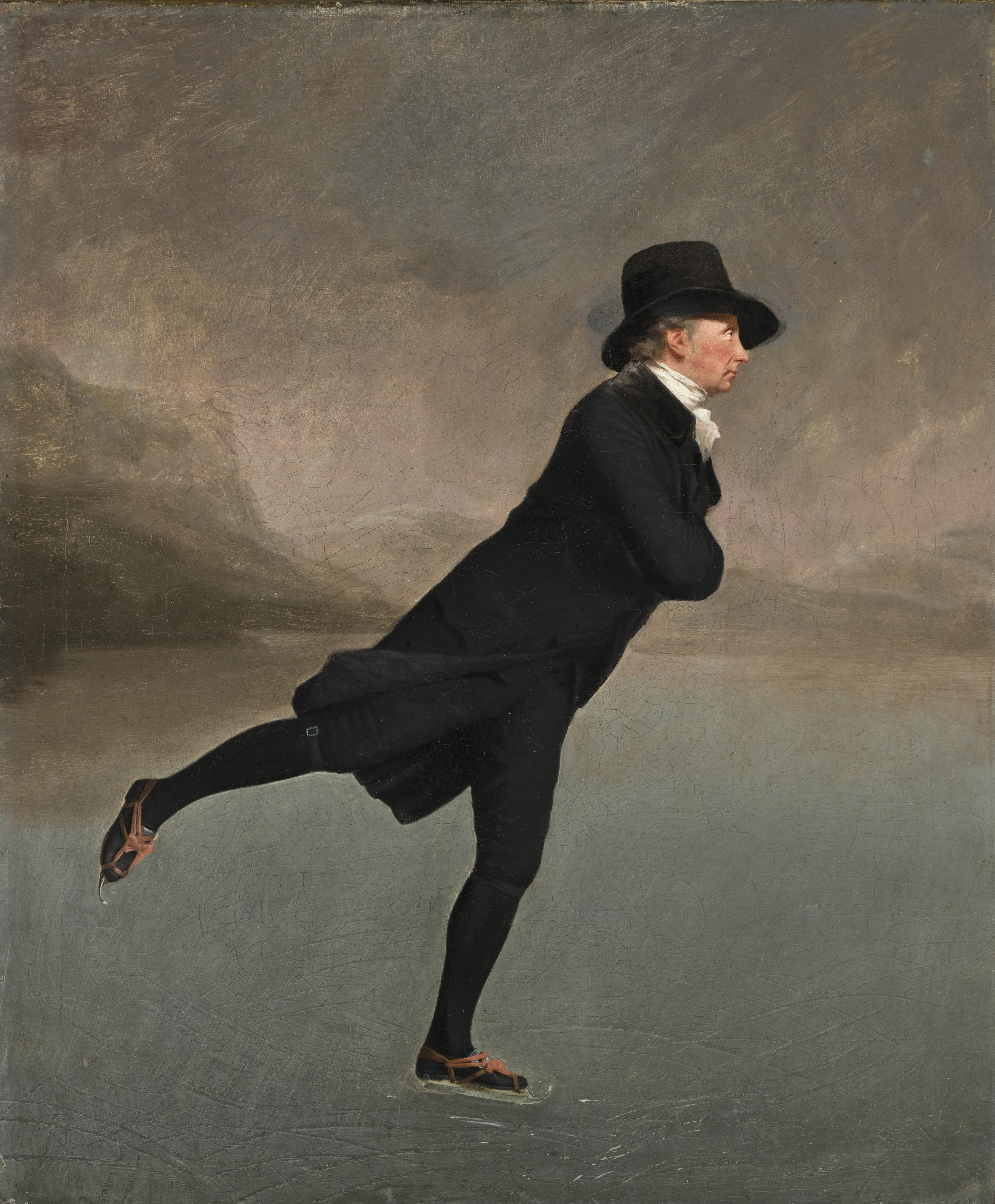
Wielebny Robert Walker jeżdżący na łyżwach, 1784, National Gallery of Scotland, Edynburg

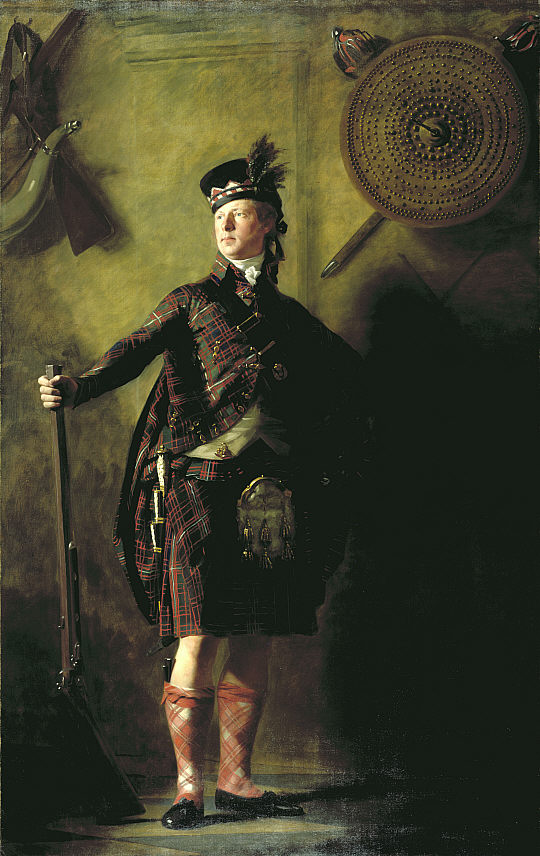
Portret Alasdaira Ranaldsona MacDonella of Glengarry, 1812, National Gallery of Scotland

Henry Raeburn (ur. 4 marca 1756 w Stockbridge, zm. 8 lipca 1823 w Edynburgu) – szkocki malarz portrecista związany z Edynburgiem.
Urodził się w rodzinie przemysłowca, wcześnie osierocony podjął pracę w warsztacie złotnika już w wieku 15 lat. Później z powodzeniem malował miniatury stopniowo przechodząc do malarstwa portretowego. Nie posiadał formalnego wykształcenia artystycznego i był samoukiem. Na jego rozwój wpłynęły wyjazdy do Londynu w latach 1784–1787, gdzie zetknął się z Joshua Reynoldsem i podróż do Włoch. W Rzymie poznał malarzy Gavina Hamiltona i Pompeo Batoni, których rady wpłynęły na jego rozwój.
Po powrocie do Szkocji ukształtowany już artysta stał się popularnym portrecistą notabli i przedstawicieli wolnych zawodów Edynburga. W 1815 został członkiem Royal Academy, a w 1822 król Jerzy IV uszlachcił go i w następnym roku mianował nadwornym malarzem Szkocji.
Henry Raeburn malował wyłącznie portrety, jego prace odznaczają się techniczną wirtuozerią i śmiałym efektami świetlnymi. Artysta malował bez szkiców przygotowawczych, posługując się śmiałymi pociągnięciami pędzla. Przez krytyków malarz był niedoceniany i znajdował się w cieniu innych twórców. Obecnie jego prace mają wartość dokumentalną i ilustrują wygląd ludzi żyjących na przełomie XVIII i XIX wieku w Edynburgu, m.in. członków starych rodów szkockich. Liczne prace malarza rozproszone są w galeriach i muzeach całego świata, duże zbiory posiadają m.in. National Gallery of Art w Waszyngtonie, Tate Gallery w Londynie i National Gallery of Scotland w Edynburgu.